# International Campaign to Ban Landmines

Logo der International Campaign to Ban Landmines

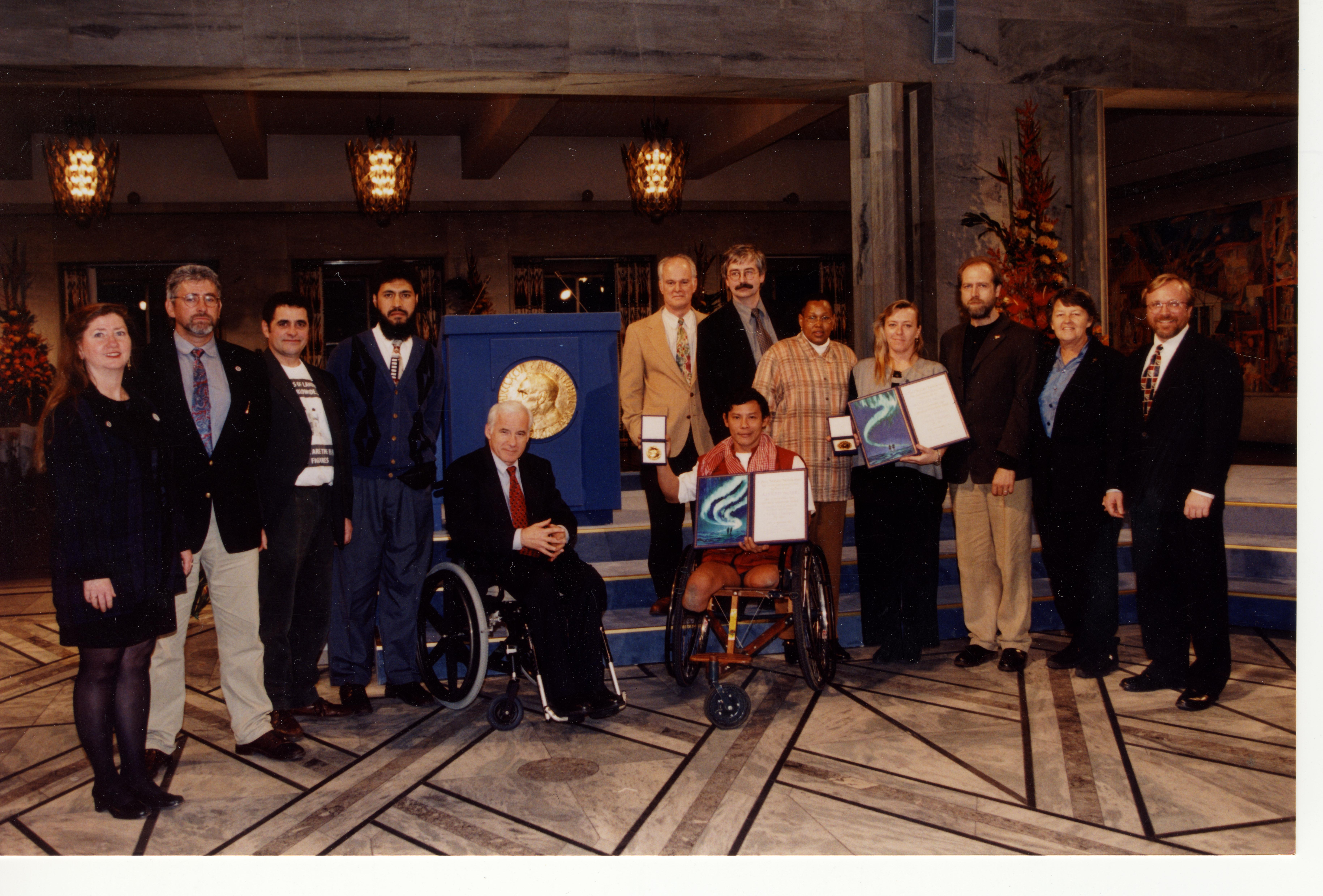
Verleihung des Friedensnobelpreises an die Internationale Kampagne für das Verbot von Landminen und Jody Williams 1997

Die International Campaign to Ban Landmines (ICBL), zu deutsch Internationale Kampagne für das Verbot von Landminen, ist ein Netzwerk von über 1200 nichtstaatlichen Organisationen in 90 Ländern. Der Dachverband hat seinen Sitz in Genf. Der 1995 gegründete Deutsche Initiativkreis für das Verbot von Landminen (später Aktionsbündnis Landmine.de) ist Teil der ICBL. Die Kampagne hat das Ziel des weltweiten Verbots von Landminen.
Im Verlauf des Jahres 1991 begannen einige nichtstaatliche Organisationen und Personen gleichzeitig eine Diskussion über die Notwendigkeit die Initiativen zum Verbot von Antipersonenminen zu koordinieren. Im Oktober 1992 wurde die ICBL offiziell von einem Zusammenschluss von Handicap International, Human Rights Watch, medico international, Mines Advisory Group, Physicians for Human Rights und der Vietnam Veterans of America Foundation gegründet. 
Die Kampagne verfolgt ein internationales Verbot von Einsatz, Produktion, Lagerung und Verkauf von Antipersonenminen, sowie einen verstärkten internationalen Einsatz für humanitäre Minenräumung und Hilfe für Minenopfer.
Regelmäßige Reports zu der Verbreitung von Landminen und Streumunition gibt ICBL ab 1998 über den "Landmine and Cluster Munition Monitor".
Ab 1992 liefen die Vorbereitungen für einen internationalen Vertrag, der die Landminen ächten sollte. Im September 1997 wurde der Text der Mine Ban Treaty geschrieben und im Dezember im kanadischen Ottawa von mehreren Staaten unterzeichnet. Dieser Vertrag wird Convention on the Prohibition of the Use, Stockpiling, Production and Transfer of Anti-Personnel Mines and on their Destruction (kurz: Ottawa-Konvention) genannt. Für diese Anstrengungen erhielt die Kampagne mit ihrer Koordinatorin Jody Williams 1997 den Friedensnobelpreis. Auch Lady Diana engagierte sich für dieses Anliegen.
Bis 1998 wurde das Vertragswerk von 40 Ländern unterzeichnet und ratifiziert, womit es für die Unterzeichnerstaaten am 1. März 1999 in Kraft trat. Bisher haben 164 Staaten unterzeichnet, zuletzt im Oktober 2021 die Philippinen, 32 noch nicht. Der Jahresbericht 2014 verzeichnete so wenige Landminen-Opfer wie nie zuvor.